# IV. Szilveszter (ellenpápa)
IV. Szilveszter (1050 körül – 1111) néven lépett fel a római katolikus egyház huszonkettedik ellenpápája. Eredetileg Maginulfo avagy Maginulf néven született Lombardiában.
A Német-római Birodalom császárai és a pápák között dúló invesztitúraharcok egyik új fejezetében lépett fel II. Paszkál pápa ellen. Az egyházi reformokat, és többek között a laikus invesztitúrát is bevezető egyházfők érdekei már évtizedek óta ütköztek a német uralkodó érdekeivel. Az ellenpápák azonban hathatós császári támogatás nélkül lassan hatalom és jelentőség nélkül maradtak. Ráadásul IV. Henrik császár halála után az eleinte egyházbarátnak tűnő V. Henrik foglalta el a trónt, aki uralkodásának kezdetén nem támogatta az ellenpápákat. Az egyházi méltóságok szétosztása azonban V. Henrik uralkodását is megszilárdította, így egyszeriben az új császárnak is érdekében állt ellenezni a pápa reformjait.

Római nemesek egy csoportja 1105-ben V. Henrik támogatásával megválasztották Maginulfot, egy lombard főpapot, akkor, amikor II. Paszkál nem volt a városban. Pápává választása után Maginulf felvette a IV. Szilveszter nevet, és a Santa Maria Rotonda-templomban, a Pantheonban felszentelték, majd november 18-án a Lateránban trónra emelték. Másnap azonban menekülnie kellett a városból, ugyanis Paszkál visszatért Rómába. Először Tivoliba, majd az Ancona melletti Osimo városába menekült, ahol Guarniero, Ancona hercegének az oltalma alá került. Szilveszter puszta létével Henrik nyomást akart gyakorolni Paszkálra az invesztitúra kérdésében. 1111 elején V. Henrik seregével átlépte az Alpokat, hogy Rómában császárrá koronáztassa magát. Útközben megkötötte II. Paszkállal a sutri konkordátumot, amelyben megegyeztek az invesztitúra kérdésében. A konkordátumban Henrik Paszkált ismerte el egyedüli pápának, és Szilvesztert elítélte és ellenpápának nevezte. Ezzel IV. Szilveszter méltósága köddé foszlott, és semmiféle jelentőséggel nem bírt személye. Élete hátralévő részét Anconában élte le, jelentéktelensége miatt a pápa sem törődött büntetésével.